# Rue du Village (Court-Saint-Étienne)
Pour les articles homonymes, voir Rue du Village.
La rue du Village est une rue classée comme site, située sur le territoire de la commune belge de Court-Saint-Étienne en Brabant wallon.

## Historique
La rue, les trottoirs et les immeubles bordant de part et d'autre la rue du Village font l'objet d'un classement en tant que site et en tant qu'ensemble architectural depuis le 28 octobre 1992.

## Bâtiments remarquables et lieux de mémoire

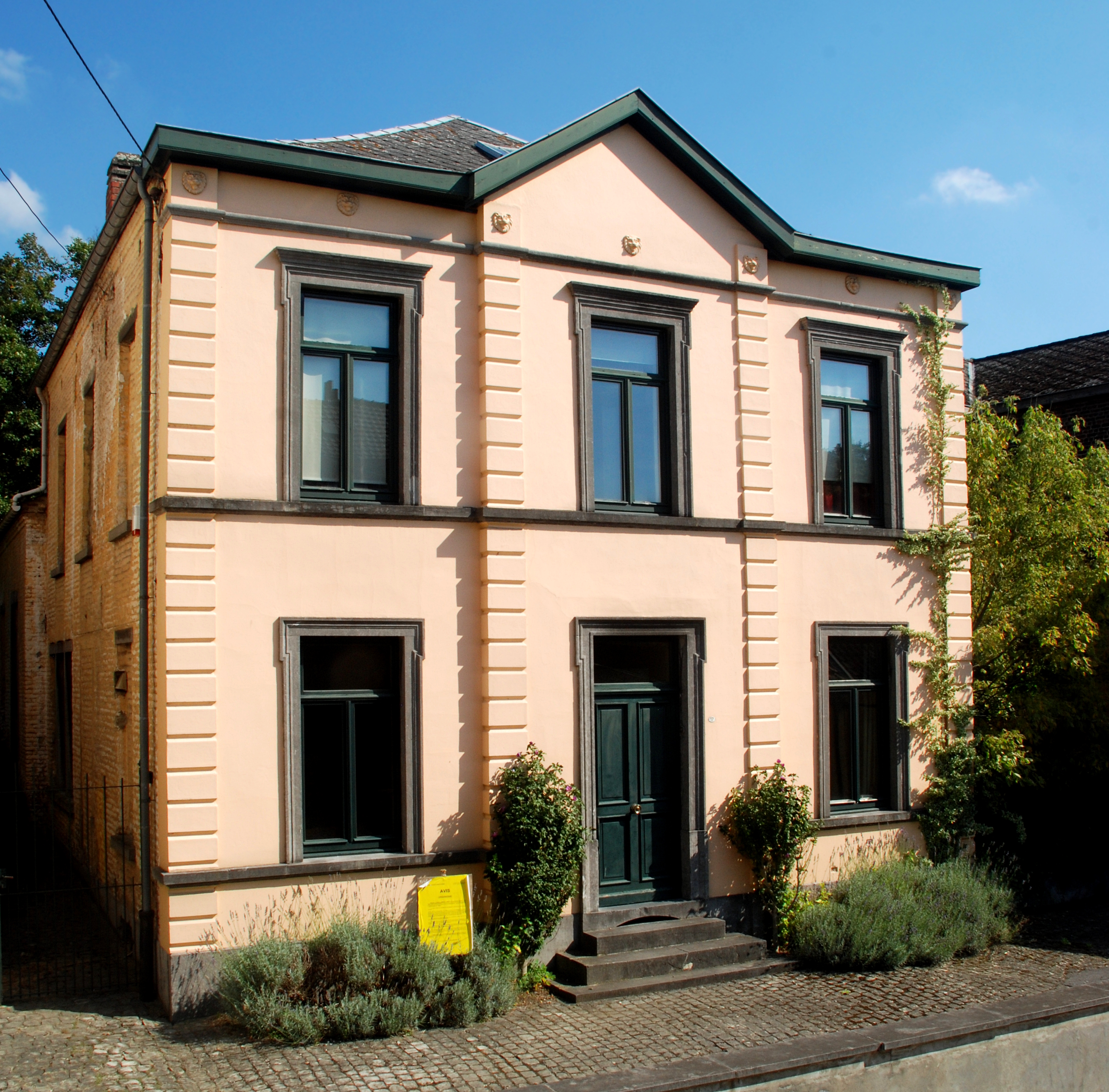
L'ancienne maison communale, au n°17.